# Biéville-Beuville
Biéville-Beuville là một xã ở tỉnh Calvados, thuộc vùng Normandie ở tây bắc nước Pháp.